# Stefania Sandrelli
Stefania Sandrelli (Viareggio, la Toscana, 5 de juny del 1946) és una actriu italiana, coneguda pels seus papers en pel·lícules costumistes a partir de la dècada dels anys 60.

## Biografia i carrera
Òrfena de pare des dels 8 anys, va iniciar als 16 una llarga relació amb el cantautor Gino Paoli, que era casat i que li va dedicar la cançó Sapore di sale. La filla d'ambdós, Amanda Sandrelli, nascuda el 1964, també és actriu.
S'inicià en el cinema el 1961, amb 15 anys, i assolí la notorietat amb dues exitoses pel·lícules de Pietro Germi: Divorci a la italiana d'aquell mateix any, i Sedotta e abbandonata tres anys més tard. Des d'aleshores i fins a l'actualitat no ha deixat de treballar. Actuà entre altres a la primera obra d'Ettore Scola, C'eravamo tanto amati, a Il conformista i Novecento, de Bernardo Bertolucci i també repetidament amb Mario Monicelli i Luigi Comencini. També ha treballat amb directors no italians com Claude Chabrol, Jean-Louis Trintignant, Manoel de Oliveira o Bigas Luna (Jamón, jamón, Volavérunt), entre d'altres.
El 1972 es casà amb l'empresari romà Nicky Pende, amb qui va tenir un segon fill, Vito (1974), i de qui es va separar el 1976.
A la dècada dels 1980 va fer una incursió en el cinema eròtic, especialment amb La chiave (La clau), de Tinto Brass, basada en la novel·la homònima de Tanizaki Jun'ichirō. Aquest gir en la carrera d'una actriu estimada del públic italià va trencar esquemes i va fer arribar al gran públic la discussió entorn de l'erotisme artístic.
Ha treballat també en films per a la televisió i en sèries televisives.
El 2009 va dirigir per primer cop, amb la pel·lícula Christine Cristina, biografia de la poetessa Cristina da Pizzano, amb la seva filla Amanda com a protagonista.

## Filmografia
Actriu

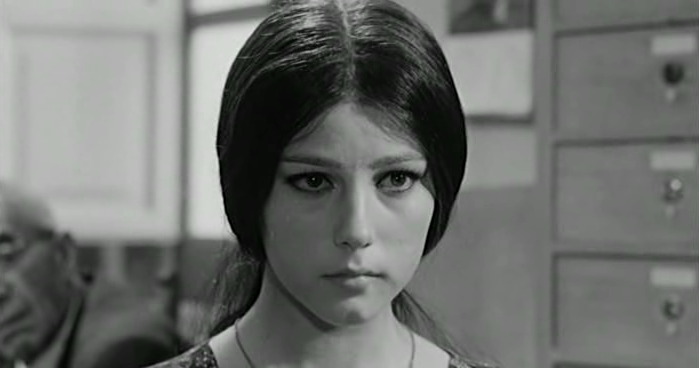
En el paper de l'adolescent siciliana Agnese a Sedotta e abbandonata (1964) de Pietro Germi.

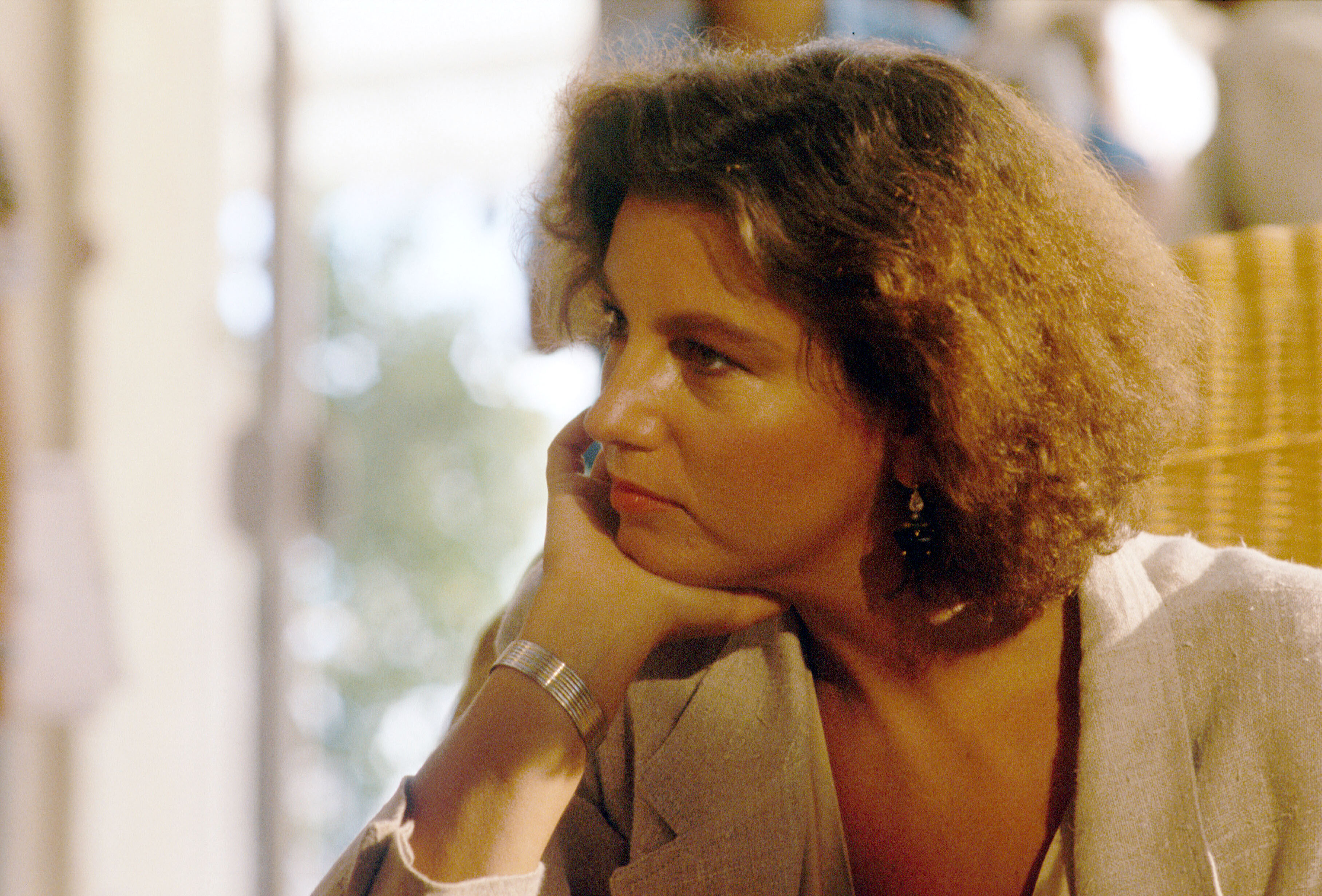
A la Mostra del cinema de Venècia del 1992

- 1961 - Il federale, direcció de Luciano Salce

- 1961 - Gioventù di notte, direcció de Mario Sequi
- 1961 - Divorci a la italiana (Divorzio all'italiana), direcció de Pietro Germi
- 1963 - La bella di Lodi, direcció de Mario Missiroli
- 1963 - Les Vierges, direcció de Jean-Pierre Mocky
- 1963 - Il fornaretto di Venezia, direcció de Duccio Tessari
- 1963 - Lo sciacallo, direcció de Jean-Pierre Melville
- 1964 - Sedotta e abbandonata, direcció de Pietro Germi
- 1964 - L'amore e la chance, episodi I fidanzati della fortuna, direcció d'Eric Schlumberger
- 1965 - Io la conoscevo bene, direcció d'Antonio Pietrangeli
- 1966 - Un avventuriero a Tahiti, direcció de Jean Becker
- 1967 - L'immorale, direcció de Pietro Germi
- 1968 - Partner, direcció de Bernardo Bertolucci
- 1969 - L'amante di Gramigna, direcció de Carlo Lizzani
- 1970 - Brancaleone alle crociate, direcció de Mario Monicelli
- 1970 - Un'estate con sentimento, direcció de Roberto B. Scarsella
- 1970 - Il conformista, direcció de Bernardo Bertolucci
- 1971 - La tarantola dal ventre nero, direcció de Paolo Cavara
- 1972 - Il diavolo nel cervello, direcció de Sergio Sollima
- 1972 - Alfredo, Alfredo, direcció de Pietro Germi
- 1974 - Delitto d'amore, regia di Luigi Comencini
- 1974 - C'eravamo tanto amati, direcció de Ettore Scola
- 1976 - Quelle strane occasioni, episodi L'ascensore, direcció de Luigi Comencini
- 1976 - Police Python 357, direcció de Alain Corneau
- 1976 - Le voyage de noces, direcció de Nadine Trintignant
- 1976 - La profecia d'un crim (Les magiciens), direcció de Claude Chabrol
- 1976 - Novecento, direcció de Bernardo Bertolucci
- 1978 - Vicis d'estiu (Dove vai in vacanza?), episodi Sarò tutta per te, direcció de Mauro Bolognini
- 1978 - Io sono mia, direcció de Sofia Scandurra
- 1979 - L'ingorgo - Una storia impossibile, direcció de Luigi Comencini
- 1979 - Le maître-nageur, direcció de Jean-Louis Trintignant
- 1980 - Nell'occhio della volpe, direcció d'Antonio Drove
- 1980 - La terrazza, direcció d'Ettore Scola
- 1980 - Desideria: La vita interiore, direcció de Gianni Barcelloni
- 1981 - La disubbidienza, direcció de Aldo Lado
- 1982 - Bello mio, bellezza mia, direcció de Sergio Corbucci
- 1982 - Eccezzziunale... veramente, direcció de Carlo Vanzina
- 1983 - Vacanze di Natale, direcció de Carlo Vanzina
- 1983 - La chiave, direcció de Tinto Brass
- 1984 - Il momento magico, direcció de Luciano Odorisio
- 1984 - Mi faccia causa, direcció de Stefano Vanzina
- 1984 - L'attenzione, direcció de Giovanni Soldati
- 1984 - Una donna allo specchio, direcció de Paolo Quaregna
- 1985 - Segreti segreti, direcció de Giuseppe Bertolucci
- 1985 - D'Annunzio, direcció de Sergio Nasca
- 1985 - Mamma Ebe, direcció de Carlo Lizzani
- 1986 - La sposa era bellissima, direcció de Pál Gábor
- 1986 - La sposa americana, direcció de Giovanni Soldati
- 1986 - Speriamo che sia femmina, direcció de Mario Monicelli
- 1987 - Secondo Ponzio Pilato, direcció de Luigi Magni
- 1987 - L'estate impura, direcció de Pierre Granier-Deferre
- 1987 - La famiglia, direcció de Ettore Scola
- 1987 - Gli occhiali d'oro, direcció de Giuliano Montaldo
- 1988 - Mignon è partita, direcció de Francesca Archibugi
- 1988 - Il piccolo diavolo, direcció de Roberto Benigni
- 1989 - Stradivari, direcció de Giacomo Battiato
- 1989 - Lo zio indegno, direcció de Franco Brusati
- 1990 - Evelina e i suoi figli, direcció de Livia Giampalmo
- 1990 - L'Africana, direcció de Margarethe Von Trotta
- 1990 - Il male oscuro, direcció de Mario Monicelli
- 1990 - Tracce di vita amorosa, direcció de Peter Del Monte
- 1992 - Nottataccia, direcció de Duccio Camerini
- 1992 - Jamón, jamón, direcció de Bigas Luna
- 1992 - Non chiamarmi Omar, direcció de Sergio Staino
- 1993 - Per amore, solo per amore, direcció de Giovanni Veronesi
- 1993 - L'oeil écarlate, direcció de Dominique Roulet
- 1994 - D'amor i d'ombra (Of Love and Shadows), direcció de Betty Kaplan
- 1994 - Con gli occhi chiusi, direcció de Francesca Archibugi
- 1995 - Palermo Milano solo andata, direcció de Claudio Fragasso
- 1995 - Mister Dog, direcció de Gianpaolo Tescari
- 1995 - Compromesso d'amore, direcció de Santiago San Miguel
- 1995 - Caramelle, direcció de Cinzia Th. Torrini
- 1996 - Biscotti, direcció de Davide Grassetti e Fabrizio Sferra
- 1996 - Bellesa robada (Io ballo da sola), direcció de Bernardo Bertolucci
- 1996 - Ninfa plebea, direcció de Lina Wertmüller
- 1998 - Le faremo tanto male, direcció de Pino Quartullo
- 1998 - La cena, direcció de Ettore Scola
- 1998 - Matrimoni (pel·lícula), direcció de Cristina Comencini
- 1999 - Volavérunt, direcció de Bigas Luna
- 2000 - L'altra cara de la lluna, direcció de Lluís Josep Comeron
- 2000 - Esperando al mesías, direcció de Daniel Burman
- 2001 - L'ultimo bacio, direcció de Gabriele Muccino
- 2001 - Figli/Hijos, direcció de Marco Bechis
- 2003 - La vita come viene, direcció de Stefano Incerti
- 2003 - Un film parlato, direcció de Manoel de Oliveira
- 2004 - Te lo leggo negli occhi, direcció de Valia Santella
- 2008 - Un giorno perfetto, direcció de Ferzan Ozpetek
- 2009 - Ce n'è per tutti, direcció de Luciano Melchionna
- 2009 - Meno male che ci sei, direcció de Luis Prieto
- 2010 - La prima cosa bella, direcció de Paolo Virzì
- 2010 - La donna della mia vita, direcció de Luca Lucini
- 2010 - La passione, direcció de Carlo Mazzacurati
- 2011 - Tutta colpa della musica, direcció de Ricky Tognazzi
- 2011 - Il giorno in più, direcció de Massimo Venier
- 2013 - Il Pesce pettine, direcció de Maria Pia Cerulo

Directora
- 2009 - Christine Cristina